# Hylaeus friesei
Hylaeus friesei là một loài Hymenoptera trong họ Colletidae. Loài này được Alfken mô tả khoa học năm 1904.